# Ð
Die Glyphe Ð („D mit Querstrich“) steht für drei verschiedene Buchstaben des lateinischen Schriftsystems, die jeweils verschiedene Minuskeln haben:

## Ð, ð
Der Buchstabe heißt Eth und kommt im Altenglischen, Altnordischen, Isländischen und Färöischen vor.
Im Altenglischen ist er der Vorgänger des heutigen th, wie in mother. Er war austauschbar mit Þ und wurde im Mittelenglischen von der Buchstabenkombination th verdrängt.
Im Isländischen heißt er eð oder edh (gesprochen: [ɛð]) und hat dieselbe Qualität wie im Altenglischen. Er wird in Transkriptionen mit dh wiedergegeben. Im heutigen Sprachgebrauch ersetzt man ihn, sofern er auf der Tastatur oder im Zeichensatz nicht verfügbar ist, durch ein einfaches d.
Im Färöischen heißt er edd und kommt nur als Kleinbuchstabe ð vor (außer wenn ein Wort durchgehend in Kapitalen geschrieben wird, wie auf Landkarten und Firmenlogos), da er nur innerhalb und am Ende eines Wortes stehen kann. Die mögliche Transkription ist d. Er ist in der Regel stumm oder markiert je nach Vokalumgebung einen Gleitlaut [j], [v] oder [w], vor r selten auch den Verschlusslaut [g], nimmt aber nie die Qualität des englischen oder isländischen Dentallauts an.

### Buchstabieren
Laut DIN 5009 ist beim Buchstabieren der Buchstabe Ð/ð mit dem speziellen Ansagewort „Island“ gefolgt von dem Ansagewort für „D“ laut der verwendeten Buchstabiertafel anzusagen, also „Island Düsseldorf“ bzw. „Island Delta“.

## Đ, đ
Dieser Buchstabe wird in den serbokroatischen Sprachen, im Vietnamesischen und im Nordsamischen in unterschiedlicher Weise verwendet.

### Serbokroatisch
Ende des 19. Jahrhunderts wurde der Buchstabe Đ von dem damals an der Südslawischen Akademie in Zagreb tätigen serbischen Sprachwissenschaftler Đuro Daničić in das lateinische Alphabet des Kroatischen und Serbischen eingeführt. Er trat an die Stelle der Buchstabengruppen dj oder gj, um den Buchstaben Ђ ђ des serbischen kyrillischen Alphabetes auch in lateinischer Schrift mit einem einzigen Zeichen wiedergeben zu können. Gegen die Kritik am ungewöhnlichen Erscheinungsbild des neuen Buchstabens verwies Daničić darauf, dass es diesen auch im Altnordischen gebe. Der entsprechende Kleinbuchstabe sieht allerdings anders aus als das kleine eth. Der südslawische Buchstabe bezeichnet auch keinen stimmhaften dentalen Frikativ, sondern eine stimmhafte palatale Affrikate. Falls die Wiedergabe von Đ oder đ nicht möglich ist, wird es im Südslawischen durch Dj bzw. dj ersetzt.

### Vietnamesisch
In der lateinbasierten vietnamesischen chữ Quốc ngữ („nationalen Schrift“), die von dem Missionar Alexandre de Rhodes (1591–1660) geschaffen wurde, repräsentiert ⟨đ⟩ den stimmhaften alveolaren Implosiv /ɗ/, ⟨d⟩ dagegen bezeichnet ebenso wie <gi> den stimmhaften alveolaren Frikativ /z/.

### Nordsamisch
In der Orthografie des Nordsamischen steht ⟨đ⟩ für den stimmhaften dentalen Frikativ /ð/.

### Buchstabieren
Laut DIN 5009 ist beim Buchstabieren der Buchstabe Đ/đ entsprechend seiner Eingabe mit der Tastaturbelegung E1 anzusagen, also entsprechend der Tastenfolge Querstrichakzent (Tottaste Alt Gr + Ä) – D/d. Somit lautet die Ansage je nach verwendeter Buchstabiertafel „Querstrich Düsseldorf“ bzw. „Querstrich Delta“.

## Ɖ, ɖ
Dieser Buchstabe kommt in mehreren afrikanischen Sprachen vor, ist ein Buchstabe des Afrika-Alphabets und wird als solcher als „afrikanisches D“ bezeichnet.

## IPA-Zeichen
Im Internationalen Phonetischen Alphabet (IPA) bezeichnet der Kleinbuchstabe ⟨ð⟩ einen stimmhaften dentalen Frikativ und ⟨ɖ⟩ einen stimmhaften retroflexen Plosiv.

## Darstellung auf dem Computer

### Windows-Tastatur
Auf Windows-Tastaturen wird das Ð (eth) bei gedrückter Alt-Taste mit folgenden Ziffernfolgen erzeugt:
- Großbuchstabe Ð: Alt + 209 bzw. Alt + 0208
- Kleinbuchstabe ð: Alt + 208 bzw. Alt + 0240

### Unter X11
Unter X11, also z. B. bei Linux, gibt es mehrere verschiedene Möglichkeiten, das Eth einzugeben. Ohne dass besondere Keymaps geladen sind, stehen unter Xorg 7.6 zur Nutzung:
- Großbuchstabe Ð (U+00D0): Compose ⇧ + D ⇧ + H
- Kleinbuchstabe ð (U+00F0): Compose D H
- Großbuchstabe Đ (U+0110): Compose - ⇧ + D
- Kleinbuchstabe đ (U+0111): Compose - D

Mit der deutschen Standardbelegung sind drei Zeichen ohne Compose einfacher einzugeben:
- Großbuchstabe Ð (U+00DO): Alt Gr ⇧ D
- Kleinbuchstabe ð (U+00F0): Alt Gr D
- Kleinbuchstabe đ (U+0111): Alt Gr F

### Unicode
Die drei Varianten des Ð haben folgende Darstellungen in Unicode
- Eth:
  - Großbuchstabe Ð: U+00D0
  - Kleinbuchstabe ð: U+00F0

- D mit Querstrich:
  - Großbuchstabe Đ: U+0110
  - Kleinbuchstabe đ: U+0111

- Afrikanisches D:
  - Großbuchstabe Ɖ: U+0189
  - Kleinbuchstabe ɖ: U+0256

### HTML
Das Eth wird in HTML durch folgende Entitäten repräsentiert:
- Großbuchstabe Ð: &ETH;
- Kleinbuchstabe ð: &eth;

- Großbuchstabe Đ: &Dstrok;
- Kleinbuchstabe đ: &dstrok;

### LaTeX
In LaTeX können Eth und D mit Querstrich in der Cork-Kodierung so dargestellt werden:
- Eth:
  - Großbuchstabe Ð: \DH
  - Kleinbuchstabe ð: \dh

- D mit Querstrich:
  - Großbuchstabe Đ: \DJ
  - Kleinbuchstabe đ: \dj

Um das afrikanische D darzustellen, sind die fc-Schriften erforderlich, die Darstellung ist dann
- Afrikanisches D:
  - Großbuchstabe Ɖ: \M{D}
  - Kleinbuchstabe ɖ: \M{d}

## Verwendung des Zeichens

### Dispersität
In der Makromolekularen Chemie wird mit dem Zeichen „Ð“ gelegentlich die Dispersität angegeben.
Beispiel: Ð = 1 gilt für einige Makromoleküle natürlichen Ursprunges z. B. DNA

### Währungszeichen
Die Kryptowährung Dogecoin wird mit einem großen D mit Querstrich abgekürzt. Beispiel: Ð1000.
Der Vietnamesische Đồng wird mit einem kleinen D mit Querstrich abgekürzt, oft unterstrichen. Beispiel: 100₫